# Sleipnir (плавучий кран)
Sleipnir — плавучий кран великої вантажопідйомності, який має стати до ладу у 2019 році. Буде першим в історії судном свого типу з енергетичною установкою, розрахованою на використання зрідженого природного газу.

## Характеристики
Нідерландська Heerema Offshore Services видала замовлення на спорудження судна в липні 2015 року сінгапурській верфі Tuas Boulevard Yard, що належить компанії SembCorp Marine. Sleipnir, призначений для виконання монтажних та демонтажних робіт на офшорних нафтогазових об'єктах, на момент завершення буде найбільшим плавучим країном у світі. Його вантажопідйомність сягатиме 20 тисяч тон (при спільній роботі двох головних кранів). Для роботи з вантажем призначена палуба підсиленої конструкції розмірами 220х102 метри. Напівзанурене судно матиме осадку від 12 до 32 метрів.
Sleipnir буде спроможний до самостійного пересування зі швидкістю 10 вузлів. Це, як і виконання основних завдань, забезпечуватиме енергетична установка загальною потужністю 96 МВт. У її складі працюватимуть 12 двигунів MAN Diesel & Turbo 8L51/60DF, розрахованих на використання як традиційних нафтопродуктів, так і ЗПГ. В останньому випадку забезпечуватиметься істотне зменшення викидів шкідливих речовин (сполук сірки, оксидів азоту, діоксиду вуглецю).
Судно матиме здатність розмістити на борту до 400 осіб. Для доставки пасажирів та вантажів використовуватиметься гелікоптерний майданчик діаметром 28 метрів, розрахований на прийом повітряних суден типу Augusta Westland EH101 та Sikorsky S-92.
Вартість плавучого крану становить біля 1 млрд доларів США.

## Завдання судна
На етапі будівництва Sleipnir вже законтрактували для виконання кількох завдань. Першим із них мають стати роботи по проекту виробничої платформи на ізраїльському газовому родовищі Левіафан у Середземному морі. Після цього він повинен встановити нові платформи на данському газонафтовому родовищі Тіра (Північне море).